# Madame de Maintenon
Françoise d'Aubigné, marquesa de Maintenon, més coneguda com a Madame de Maintenon (Niort, 27 de novembre de 1635-Saint-Cyr-l'École, 15 d'abril de 1719, va ser educadora, salonnière i, secretament, la darrera esposa del rei Lluís XIV de França, amb qui es casà la nit del 9 al 10 d'octubre de 1685.
Després del seu primer matrimoni va passar a ser Madame Scarron, més tard rebria el títol de marquesa de Maintenon. Un cop vídua, va freqüentar la societat de la cort com a institutriu dels fills il·legítims del rei Lluís XIV, com la seva amant i després en fou la seva segona esposa, en matrimoni morganàtic i secret. Amb la seva relació amb el rei de França, va tenir gran influència sobre la vida política de la seva època.

## Infantesa

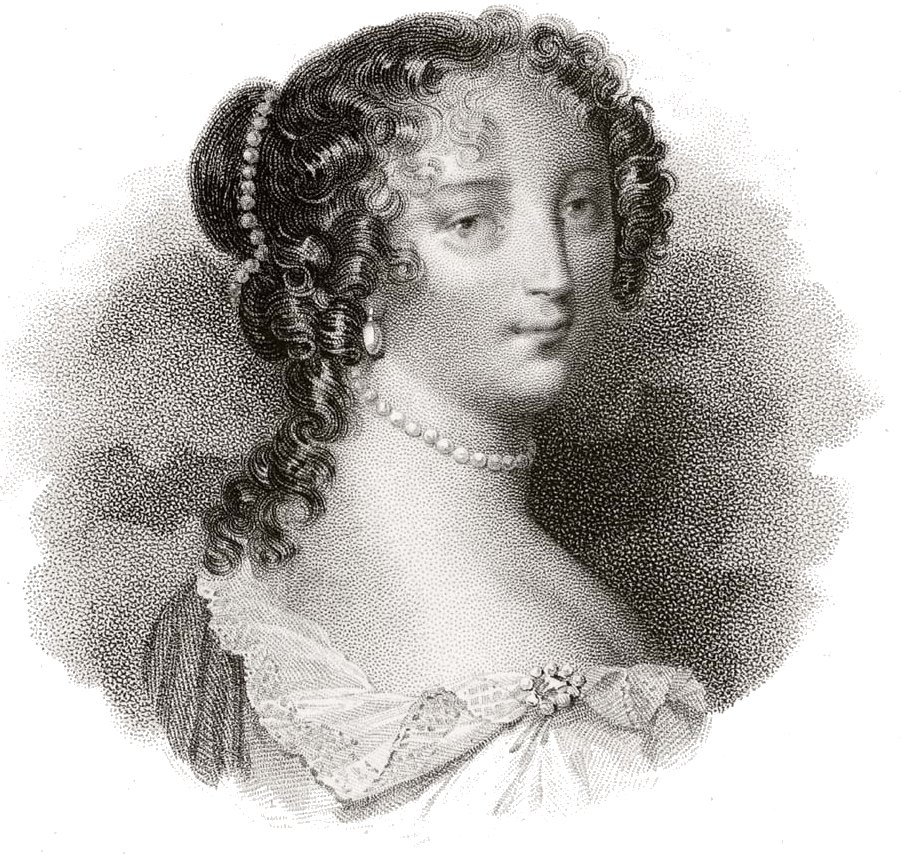
La jove Françoise d'Aubigné

Va néixer a la presó de Niort, on el seu pare Constant d'Aubigné, fill del famós poeta hugonot Théodore Agrippa d'Aubigné, havia estat empresonat per falsificador. Ella era catòlica i va anar amb sos pares a l'illa Guadalupe de les Antilles, on el seu pare esperava ser nomenat governador, però no va ser així i ell va tornar a França deixant la seva família a les Antilles fins que aquesta també va tornar a França el 1645. A França Madame de Maintenon es convertí durant uns anys a la fe hugonota.

## Primer matrimoni
Després de tornar al catolicisme, l'abril de 1652, als 17 anys, se li va proposar matrimoni amb el poeta Paul Scarron (1610–1660), protegit de Madame de Neuillant. El matrimoni durà 8 anys durant els quals Madame Scarron es convertí en l'animadora d'un saló literari mundà inaugurat pel seu marit, on hi van assistir personatges com Jean Racine i Madame de Sévigné. Durant aquests anys de saló, va dedicar-se a estudiar els corrents filosòfics de l'època, especialment el llibertinisme i el cartesianisme.
El 1660, amb 25 anys, Françoise d'Aubigné quedà vídua.Va viure durant uns anys en un convent. Anna d'Àustria, esposa de Lluís XIII i mare de Lluís XIV, va concedir a la vídua de Scarron una petita pensió. A la mort de la reina mare es convertí en la governanta i instituriu dels fills il·legítims reials, Lluís August de Borbó i Lluís Alexandre. El 1673, una vegada legitimats els dos primers fills de Madame de Montespan, Madame Scarron es traslladà a Versalles amb els nens.

## Marquesa de Maintenon
Segons el diari del rei, la relació entre ambdós va començar el 1675:
| « | ... il ya quelques jours, un gentilhomme de gris vêtu, peut-être un prince errant incognito entreprit durant la nuit une nymphe égarée dans le parc de Saint-Germain. Il savoit le nom de cette nymphe qu'elle étoit belle, bonne, pleine d'esprit mais sage. La nymphe cependant se laissa faire et ne lui refusa aucune faveur. Cette nymphe ressemblait à s'y méprendre à Mme Sc.; et je crois deviner qui étoit le prince vêtu de gris. Ce prince est comme moi, il déteste les femmes légères, il honnit les prudes, il aime les sages. | ...fa uns dies, un gentilhome de gris vestit, potser un príncep errant incognito, trobà durant la nit una nimfa extraviada al parc de Saint-Germain. Va saber el nom d'aquella nifa, que era bella, bona, plena d'enginy però sàvia. La nimfa tanmateix es deixà fer i no li negà cap favor. Aquella nimfa s'assemblava moltíssim a Mme Sc.; i crec endevinar qui era el príncep vestit de gris. Aquest príncep és com jo, detesta les dones lleugeres, avergonyeix les puritanes, estima les sàvies. | » |

El rei la proclamà Madame de Maintenon (senyora de Maintenon) i li va donar l'any 1680 el lloc de cambrera de l'esposa de Lluís, el Gran Delfí de França (1661–1711).

## Matrimoni amb el Rei Sol
Quan va morir sobtadament la reina Marie-Thérèse, el rei es va acostar a Maintenon. S'uniren en matrimoni morganàtic en una cerimònia secreta entre el 9 i 10 d'octubre de 1683. Els fills d'un matrimoni morganàtic no són bastards, però tampoc són legítims.

## Tasca pedagògica
Madame de Maintenon, que sempre havia defensat l'educació de les dones en diverses conferències, va fundar l'any 1686 Saint-Cyr (més tard anomenada Saint-Cyr-l'École), la Maison Royale de Saint-Louis, un col·legi femení, que fou subvencionat pel rei. L'escola, dissenyada per educar dues-cents cinquanta alumnes, tenia un pla d'estudis que pretenia superar l'educació estrictament religiosa pròpia de les escoles de l'època i promoure un ensenyament basat en el diàleg; així, doncs, a més de religió, s'hi ensenyava lectura i escriptura, matemàtiques, llatí, música, pintura, dansa, costura i economia domèstica. A tal efecte fundà un cos de mestres laiques, les Dames de Saint-Louis.

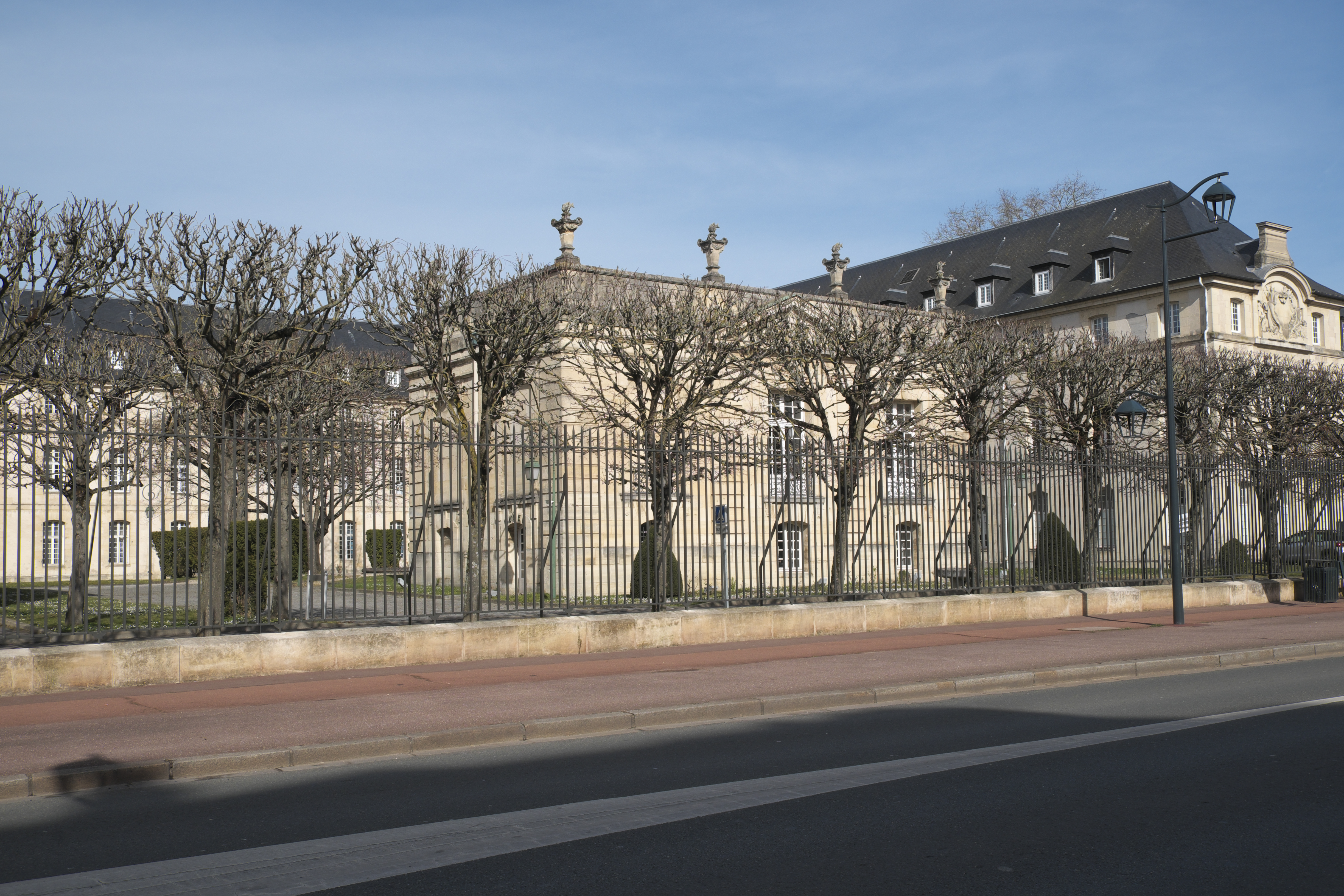
Escola de Saint-Cyr

Saint-Cyr va conèixer tres períodes diferents. Uns primers anys (1686-1689) el centre promogué especialment l'activitat cultural i artística, amb concerts, obres de teatre, debats i serveis litúrgics. S'hi estrenà Esther, de Jean Racine. En un segon període (1690-97), volent atenuar la mundanitat de la fase anterior, i sota la influència del quietisme de Madame Guyon, es promogué especialment la pietat, l'oració, el misticisme. A finals del segle XVII, l'educació a Saint-Cyr promogué la formació moral pràctica. I, entre les virtuts morals que propugnava conrear entre les alumnes -adaptacions a l'experiència femenina coetània de les virtuts considerades tradicionalment masculines- en destaca la temprança.

A partir de 1808 va passar a ser l'Escola Militar Especial de Saint-Cyr.